# إدارة الفنون
إدارة الفنون (بالإنجليزية: Arts administration)‏ هي مجال في قطاع الفنون لوضع الخطط وإدارتها داخل المؤسسات الثقافية. ويتولى مديرو الفنون مسؤولية تيسير العمليات اليومية للمؤسسة بالإضافة إلى تحقيق الأهداف الطويلة الأمد وتحقيق رؤيتها ورسالتها وأهدافها.
ومنذ ستينيات القرن العشرين، أصبحت إدارة الفنون حاضرة في قطاع الفنون والثقافة. وشملت المؤسسات والكيانات غير الربحية المهنية (المعروفة باسم غير الربحية في كندا). على سبيل المثال المسارح والمتاحف والأوركسترات وفرق الجاز ودور الأوبرا وشركات الباليه والعديد من المؤسسات الفنية ذات الأغراض الربحية وغير الربحية الصغيرة (على سبيل المثال دور المزادات والمعارض الفنية وشركات الموسيقى وغيرها). تتضمن مهام مديري الفنون إدارة العاملين [الإنجليزية] والتسويق وإدارة الميزانية والعلاقات العامة وجمع التبرعات وتطوير البرامج والتقييم والعلاقات مع مجلس الإدارة.

## واجبات وأدوار مديري الفنون
يعمل مديرو الفنون في المنظمات الفنية والثقافية مثل المسارح والسيمفونيات والمعارض الفنية والمتاحف والمهرجانات الفنية ومراكز الفنون ومجالس الفنون ومجالس الفنون الإقليمية وشركات الرقص ومنظمات الفنون المجتمعية ومنظمات فنون الإعاقة والمباني التراثية. قد تكون جهات عمل المسؤولين عن الفنون منظمات هادفة للربح أو منظمات غير ربحية أو وكالات حكومية.
يتولى مسؤولو الفنون مهامًا متنوعة تتضمن وضع الميزانيات، وتخطيط الأحداث والعروض، والتفاوض على العقود، وتطوير الاهتمام المجتمعي بالمؤسسة الفنية. غالبًا ما يدير مدير الفنون عملية توظيف وتدريب الموظفين، ويصمم جداول الأعمال وتحديد المهام الخاصة بهم. ويتولى أولئك الذين يعملون في المؤسسات غير الربحية (أو غير الربحية في كندا) تنظيم فعاليات جمع التبرعات وجذب الداعمين الماليين. بالإضافة إلى ذلك، يتوقع من مديري الفنون إجراء بحوث حول المنح المتاحة وتقديم طلبات للحصول على تلك المنح، وإدارة توزيع التمويل المكتسب حتى يتمكنوا من استمرار تنفيذ البرامج.
يمكن أن يتولى مدير الفنون الذي يعمل في مؤسسة صغيرة مسؤولية تسويق الأحداث والفعاليات، وإدارة ميزانيات المشاريع. ويمكن أن يتحمل مدير الفنون الذي يعمل في مؤسسة فنية أكبر مسؤولية المباني والمرافق، والموظفين الإبداعيين (على سبيل المثال، الفنانين / المؤدين)، والموظفين الإداريين، والعلاقات العامة والتسويق، وكتابة الاقتراحات والتقارير.
قد ينصح كبار المسؤولين في إدارة الفنون مجلس الإدارة أو المديرين العامين الآخرين بشأن التخطيط الاستراتيجي واتخاذ القرارات الإدارية. ويجب أن يكون مدير الفنون الفعال مطلعًا على السياسات العامة المحلية والولائية والفيدرالية المتعلقة بالموارد البشرية والتأمين الصحي وقوانين العمل وإدارة مخاطر التطوع.
يتمتع مديرو الفنون بالقدرة على إنشاء وإدارة التنمية المهنية اللازمة لمعلمي الفنون الجميلة. يكون التنمية المهنية في الفنون غالبًا غير كافية بسبب نقص التمويل من تحديد الأموال الحكومية، والتي يمكن حلها عن طريق دعوة مديري الفنون.

## مناصرة إدارة الفنون
مثل أي عمل تجاري، يتعين على المؤسسات الفنية العمل ضمن بيئات داخلية وخارجية متغيرة. قد تكون التغييرات الخارجية ثقافية أو اجتماعية أو سكانية أو اقتصادية أو سياسية أو قانونية أو تكنولوجية. وقد يكون التغيير الداخلي متعلقًا بالجمهور أو العضوية أو مجلس الإدارة أو العاملين أو المرافق أو النمو أو العمليات المالية. ويجب أيضًا أن يؤخذ في الاعتبار التغيير المتزايد في الحاجة إلى برامج تسويق مستندة إلى التكنولوجيا (على سبيل المثال: وسائل التواصل الاجتماعية) من أجل أن تتغير المؤسسة مع الزمن وتجلب الفئات العمرية الأصغر كزائرين وأعضاء في المؤسسة.
على الرغم من أن المدير الجيد للفنون يراقب ويدير التغيير باستمرار، إلا أنه يجب أن يبقى على دراية بالاتجاه العام والمزاج العام للمؤسسة مع مساعدة الأشخاص في أداء مهامهم اليومية. تواجه المؤسسات الفنية، كجزء من النظام الاقتصادي، تأثيرات التوسع والانكماش في الاقتصادات المحلية والإقليمية والوطنية والعالمية. تعاني العديد من المؤسسات الفنية في الأوقات الاقتصادية الصعبة. وبشكل متزايد، أصبحت عضوية جمعية معلمي إدارة الفنون أكثر اهتمامًاوتفاعلًا في الاستجابة للقضايا الرئيسية في المجال الفني وفي تقديم المساعدة للمؤسسات الفنية فيما يتعلق بالإدارة والسياسات والحوكمة وجمع التبرعات والقضايا المالية. ونتيجة لهذا التزام الجديد، تزداد الأبحاث في البرنامج من حيث الكم والجودة.
يتمثل تاريخ الدفاع عن الفنون في كندا بشكل كبير في الجمعية الكندية لتمثيل الفنانين [الإنجليزية]. فهي شركة غير ربحية تعمل كصوت وطني للفنانين البصريين المحترفين في كندا. وقد حددّت المشاركة النشطة للمنظمة في الدفاع عن الحقوق والتدريس والبحث والتثقيف العام نيابة عن الفنانين في كندا الجمعية الكندية لتمثيل الفنانين كهيئة ممثلة أساسية للفنانين في جميع أنحاء كندا. في عام 1975، نجحت الجمعية في الحصول على رسوم المعارض للفنانين. ونتيجة لذلك، جعل مجلس المنح الحكومية المساعدة للمعارض الفنية العامة دفع الرسوم للفنانين الكنديين الأحياء شرطًا للأهلية للحصول عليها. وأدى الدفاع المستمر للجمعية عن حقوق الفنانين إلى إنشاء تعديلات على قانون حقوق النشر الفيدرالي في عام 1988. يعترف القانون بأن الفنانين هم المنتجين الأساسيين للثقافة، ويمنح الفنانين حقوق قانونية للحصول على الرسوم المستحقة عن المعارض والأعمال الفنية الأخرى. ويشار المسؤولون عن إدارة الفنون في جميع أنحاء كندا بنشاط إلى متطلبات رسوومات الفنانين من الجمعية عند توظيف الفنانين المحترفين.

## هيئات التمويل والمنح الحكومية
تختلف نماذج ووكالات تمويل الفنون في كل دولة. في كندا، تمول الفنون من الحكومة الكندية من خلال وزارة التراث الكندي. ولكل مقاطعة وزارة تموّل الفنون والثقافة. وتختلف كمية التمويل المتاحة للفنون والثقافة حسب الحزب الحاكم في الوقت الحالي. في أونتاريو، الوزارة التي تموّل الفنون هي وزارة التراث والرياضة والسياحة وصناعات الثقافة.
في كندا، هناك هيئات تمويل فيدرالية وتابعة للمقاطعات وهيئات بلدية تموّل الفنون. تعمل هذه الهيئات التمويلية بشكل مستقل عن الحكومة. أنشئ مجلس كندا للفنون في عام 1957 كهيئة تمويل فيدرالية، وهو يلبي متطلبات لجنة ماسي [الإنجليزية]. يمول مجلس كندا للفنون الفنانين والجمعيات والمؤسسات الفنية من جميع المقاطعات والأقاليم في كندا. يوزع تمويل مجلس كندا للفنون على الفنون التالية: فنون السيرك، والرقص، وفنون الصم وضعاف السمع، والفنون الرقمية، والفنون الأصلية، والفنون الإعلامية، والأنشطة المتعددة التخصصات، والموسيقى والصوت، والمسرح، والفنون البصرية والفنون التخصصية الأخرى.
في العام 2018-2019، منح مجلس كندا للفنون 246.1 مليون دولار للفنون في كندا. في أونتاريو، يوفر المجلس الفني لأونتاريو منحًا للفنانين الأفراد والمهنيين في المجال الفني، والمجموعات والجمعيات غير الدائمة والمنظمات. يوفر المجلس الفني لأونتاريو نوعين من المنح وهما المنح المشروعية (منح مرة واحدة لمشاريع محددة، متاحة للفنانين الفرديين والمجموعات غير الدائمة والمنظمات) والمنح التشغيلية (دعم مستمر للمؤسسات الفنية غير الربحية في أونتاريو ومنتجي الكتب والمجلات ذات الربح).
يتميز النظام الفني في الولايات المتحدة بوجود مجموعة متنوعة من الدعم الحكومي الذي يشكل حوالي 7٪ من الاستثمار الإجمالي للأمة في مجموعات الفنون غير الربحية. الصندوق الوطني للفنون هو وكالة فيدرالية مستقلة تأسست في عام 1965 في الولايات المتحدة الأمريكية. ويتمثل دور الصندوق الوطني للفنون في التأكد من أن جميع الأمريكيين لديهم الوصول إلى الفنون بغض النظر عن مكان إقامتهم. ويوزع تمويل الصندوق على أساس المشاريع ويذهب إلى آلاف الهيئات غير الربحية كل عام، بالإضافة إلى الشراكات والمبادرات الفنية الخاصة والبحوث والدعم الآخر الذي يساهم في حيوية الأحياء والطلاب والمدارس ومكان العمل والثقافة.
توجد في الولايات المتحدة أيضًا وكالات فنون الدولة / الإقليمية. تتم تمويل وكالات فنون الدولة / الإقليمية من خلال الصندوق الوطني للفنون، حيث يتعين عليهم توزيع الأموال على أي ولاية تملك وكالة فنية. تعمل الوكالات الفنية المحلية كمجالس أو لجان، أو كإدارات مدينة، وتتلقى تمويلاً من مصادر مختلفة: الصندوق الوطني للفنون؛ ووكالات فنون الدولة، وموازنات البلديات، والتبرعات الخاصة.
تمول الفنون في المملكة المتحدة من خلال وزارة الشؤون الرقمية والثقافة والإعلام والرياضة وهي إحدى وزارات حكومة المملكة المتحدة. وتدعم الوزارة بالتعاون مع 45 وكالة وهيئة حكومية. ويعد مجلس الفنون الإنجليزي في إنجلترا هيئة حكومية غير وزارية [الإنجليزية] تابعة لوزارة الشؤون الرقمية والثقافة والإعلام والرياضة.
في المملكة المتحدة، هناك جمعية خيرية تسمى صندوق الفن [الإنجليزية]. ومنذ أكثر من 110 عامًا، تدعم هذه الجمعية المتاحف والمعارض وتساعدها على شراء وعرض الأعمال الفنية العظيمة للجميع للاستمتاع بها. تتوفر لدى صندوق الفن تمويلات للحصول على الأعمال الفنية، والتدريب والتنمية، والجولات والمعارض. كما يدعم صندوق الفن القضايا المهمة مثل الدعوة إلى الدخول المجاني في المتاحف الوطنية في المملكة المتحدة، ومؤخرًا دعمت تشجيع الأشخاص على الأعمال الخيرية من خلال تقديم حوافز ضريبية.

## العطاء المخطط
العطاء المخطط له، والمعروف أيضًا باسم العطاء التراثي، هو شكل من أشكال الأعمال الخيرية يعد من الممارسات الشائعة في قطاع الفنون. يعني العطاء المخطط له أن يترك المانح تركة أو أصولًا أو جزءًا من وصيته لمنظمة في نهاية حياته. تعد التخطيط الاستراتيجي للهبات الخيرية عملية موجهة للمانح لتخطيط الهبات الخيرية الحالية والمستقبلية بطريقة تلبي أهداف المانح الخيرية وتوازن الاعتبارات الشخصية والعائلية والضريبية. يعتبر العطاء التراثي أعلى هدية خيرية يمكن للمنظمة أن تلقيها، وغالبًا ما يستغرق الكثير من الوقت لإقامة هذا النوع من العلاقة مع المانح.

## البرامج الأكاديمية
تتوفر برامج إدارة الفنون في عدد من الجامعات والكليات في الولايات المتحدة والمملكة المتحدة وكندا وأستراليا. ففي الولايات المتحدة، بدأت هذه البرامج في السبعينيات في عدة مدارس بعد اجتماعات مع الصندوق الوطني للفنون حول كيفية تعليم الأجيال الجديدة من قادة الفن. تقدم بعض الوحدات الأكاديمية برامج شهادات للممارسين الذين يسعون إلى التعليم المستمر أو التعليم في التطوير المهني. وبينما تستمد برامج إدارة الفنون العديد من عناصر حقول الإدارة ذات الصلة، مثل إدارة الأعمال التجارية، فإنها تتضمن أيضًا دورات متخصصة في إدارة المنظمات الفنية والثقافية غير الربحية.
تمنح برامج إدارة الفنون مجموعة متنوعة من الشهادات، بما في ذلك الشهادات والدبلومات ودرجات البكالوريوس والماجستير. تمزج هذه البرامج عادة بين عناصر المناهج الدراسية من برامج الإدارة القائمة مثل الإدارة العامة وإدارة الأعمال والقانون الفني والإدارة. في بعض المؤسسات، يمكن أن تكون إدارة الفنون تركيزًا داخل برنامج الماجستير في إدارة الأعمال في الكلية. يعتبر برنامج الماجستير في إدارة الفنون في جامعة كولومبيا البرنامج الوحيد الذي يربط بين عناصر مناهج الدراسة في الإدارة العامة والإدارة الخاصة، والقانون، والأعمال، والتمويل في إحدى جامعات رابطة اللبلاب. تتضمن العديد من برامج إدارة الفنون تدريبًا عمليًا يسمى "التدريب العملي"، حيث يتطوع الطالب أو يعمل في منظمة فنية أو ثقافية لكسب الخبرة العملية.
في بعض الجامعات، تسمى البرامج المماثلة إدارة الفنون (على سبيل المثال الجامعة الأمريكية)، إدارة الفنون المسرحية (على سبيل المثال برنامج الموسيقى للطلاب الجامعيين في جامعة ديبول)، أو قيادة الفنون (على سبيل المثال برنامج الدراسات العليا بجامعة ديبول، وبرنامج ماجستير العلوم في قيادة الفنون بجامعة جنوب كاليفورنيا).
تقدم الجامعات مثل الجامعة الأمريكية وويسكونسن وإنديانا وغيرها، برامج للطلاب في جميع تخصصات الفنون، بينما تتخصص بعضها في تخصص معين (برنامج البكالوريوس والماجستير في المسرح في جامعة ديبول موجه نحو المسرح، بينما برنامج البكالوريوس في الموسيقى موجه نحو الموسيقى). يتضمن الماجستير في بعض الكليات درجة ماجستير إدارة الأعمال، بينما تقدم جامعات أخرى درجات ماجستير الفنون الجميلة [الإنجليزية] ودرجة الماجستير في الآداب ودرجة الماجستير في الإدارة العامة، وذلك يتوقف بشكل كبيرة على مكان توضع البرنامج في الجامعة. على سبيل المثال، في الجامعة الأميركية، يضمن البرنامج ضمن قسم الفنون الأدائية، في حين أنه في جامعة إنديانا يضمين في كلية الشؤون العامة والبيئية. وتعتبر درجة الماجستير في الفنون الجميلة درجة نهائية في المجال، مما يتيح للخريجين التقدم للتدريس على مستوى الجامعة كأستاذ بدوام كامل.
على الرغم من أن المناهج الدراسية قد تكون متشابهة، إلا أن جو البرامج يمكن أن يختلف. ويمكن للاختلافات بين البرامج أن تدور حول أهمية الفنون مقابل أهمية المهارات الإدارية في المنهج الدراسي. توفر بعض البرامج توازنًا في المهارات الإدارية في الأعمال والفنون مثل شهادة الدراسات العليا عبر الإنترنت في قيادة الفنون وإدارة الثقافة في جامعة كونيتيكت. تتميز برامج أخرى، مثل جامعتي أوهايو وإنديانا والجامعة الأمريكية، بأنها متمحورة بشكل قوي حول السياسات الثقافية. وتعتبر مدة الوقت التي يقضيها الطلاب "في الميدان" في تطبيق المبادئ الأكاديمية على المنظمات الفنية الحالية من خلال التدريب العملي أو التدريب المهني، عاملاً مميزًا آخر بين البرامج. يتطلب برنامج الدراسات العليا في ماجستير الفنون الجميلة [الإنجليزية] في جامعة سياتل أن يقضي الطلاب وقتًا في كل فصل دراسي يعملون خلاله مع منظمة فنية محلية من خلال التدريب العملي. ويعتقدون أن هذا التركيز على التفاعل في العالم الحقيقي يساعد على تعزيز العمل الدراسي ويساعد في بناء شبكة من المحترفين في المجال الفني يمكن أنتكون مصدرًا للموارد بعد التخرج. في جامعة جورج ماسون، يتطلب برنامج الماجستير في إدارة الفنون في كلية الفنون البصرية والأدائية (في أرلينغتون، فيرجينيا)، وهو أحد أكبر البرامج المسجلة في الولايات المتحدة، لا يقل عن 252 ساعة تدريب عملي في مؤسستي فنية مختلفتين. وفي هذه المؤسسة، يتطلب من الهيئة التدريسية أن تكون مؤهلة أكاديميًا وتمتلك خبرة عملية، وأن يكون العديد منهم من كبار المدراء الفنيين الحاليين في بعض أبرز مراكز الفنون البصرية والأدائية في منطقة واشنطن العاصمة.
تتطلب معظم البرامج الإقامة لمدة عامين، على الرغم من أن جامعة دريكسيل وجامعة دنفر وكلية جوتشر [الإنجليزية] تقدم خيارات عبر الإنترنت بإقامة محدودة. تقدم جامعة كنتاكي وجامعة كوتزتاون في بنسلفانيا شهادات كاملة عبر الإنترنت في إدارة الفنون. من أجل استيعاب العمل بدوام كامل، وتوفير فرص تواصل قوية، والعديد من فرص العمل الجماعي، اعتمدت برامج مثل جامعة سياتل نموذجًا جماعيًا وتقدم دروسًا مسائية وفي أيام عطلات نهاية الأسبوع.
تقدم بعض البرامج درجات مزدوجة. على سبيل المثال، تقدم جامعة سينسيناتي برنامج ماجستير إدارة الأعمال وماجستير الآداب بالتعاون مع كلية الكونسيرفتوار للموسيقي [الإنجليزية]. يهدف برنامج إدارة الفنون الخاص بالخريجين في جامعة سينسيناتي وكلية الكونسيرفتوار للموسيقي [الإنجليزية]، مثل معظم البرامج الأخرى، إلى إعداد وتدريب الطلاب ليصبحوا مديرين تنفيذيين ناجحين وكبار المديرين في المؤسسات الفنية والثقافية غير الربحية عن طريق دمج الإدارة العامة للأعمال والخبرة العملية في العالم الحقيقي.
في إيطاليا، يقدم المعهد الأوروبي للتصميم [الإنجليزية] في البندقية ماجستير في إدارة الأعمال في الفنون والفعاليات الثقافية الذي يوفر المعرفة المتقدمة والمهارات الريادية اللازمة لفهم والعمل في عالم الفنون المتعدد الجوانب. كما تقدم جامعة القلب المقدس الكاثوليكية في ميلانو برنامج الماجستير المتخصص في إدارة الفنون والذي يستمر لمدة عام واحد. وتقدم جامعة بولونيا، برنامجاً مماثلاً يسمى ابتكار وتنظيم الثقافة والفنون والذي يقدم فرصة للحصول على درجتي ماجستير بالإضافة إلى ماجستير في إدارة الآداب. وفي تورين، تقدم جامعة سانت جون الدولية [الإنجليزية] برنامج الماجستير في إدارة الفنون الدولية. وهو برنامج جديد ومبتكر يستند إلى مفهوم العمل الفني كـ "معلومات"، والذي يدمج التسجيل والفهرسة والاتصال والإدارة والتمتع بالفنون.
قد تقدم البرامج الأخرى درجة واحدة تشمل الدورات الدراسية في كليتين. برنامج ماجستير إدارة الفنون في جامعة كارنيجي ميلون هو أحد الأمثلة، حيث ربط كلية الفنون الجميلة بكلية هاينز للسياسة العامة والإدارة. وتقدم كلية هاينز الدورات الإدارية الأساسية وتدعم كلية الفنون الجميلة برنامج ماجستير إدارة الفنون من خلال الدورات الدراسية الخاصة بمؤسسات الفنون. مثال آخر هو برنامج الماجستير، هو ماجستير إدارة الأعمال لمدة عامين في جامعة ساوثرن ميثوديست، حيث يقدم ماجستير الفنون في إدارة الفنون من كلية ميدوز للفنون [الإنجليزية] وماجستير في إدارة الأعمال من كلية كوكس للأعمال [الإنجليزية].
توجد بعض البرامج في قسم الموسيقى والمسرح والرقص في الجامعات، مثل تلك الموجودة في جامعة ولاية كولورادو في فورت كولينز، كولورادو. هذا هو معهد ليب لبرامج ماجستير الآداب في القيادة والإدارة. مثال آخر هو ماجستير العلوم في قيادة الفنون بجامعة جنوب كاليفورنيا والذي يقع داخل كلية يو إس سي ثورنتون للموسيقى [الإنجليزية]، ويقبل قادة الفكر في أي تخصص فني بما في ذلك الموسيقى والمسرح والرقص والأفلام والفنون الجميلة.
تقدم العديد من الجامعات تخصصات في إدارة الوسائط (الأفلام والتلفزيون والموسيقى والوسائط الجديدة، وما إلى ذلك): ومن أمثلة ذلك جامعة دريكسل وجامعة كارنيجي ميلون وكلية كولومبيا في شيكاغو [الإنجليزية]. تقدم جامعة كارنيجي ميلون درجة منفصلة في إدارة الأفلام والتلفزيون. يسمح برنامج الماجستير في إدارة الفنون في جامعة نيويورك للطلاب باختيار التركيز على الفنون البصرية أو الفنون الأدائية.